# 范致虚
范致虚（？—1129年），字谦叔，宋朝建阳（今属福建）人。
哲宗元祐三年（1088年）进士，擔任太学博士，因依附張商英，貶通州。崇宁初，进中书舍人，崇寧二年（1103年）曾批評程颐“以邪說瑽行，惑亂眾聽，而尹焞、張繹為之羽翼。”政和八年（1118年）为尚书右丞，次年进左丞，後以母丁憂解職，後擔任陕西宣抚使。金兵犯汴京，擔任永兴军帅，统帅六路大军增援，致虚不知兵，將大军集于一处，李彦仙加以劝阻，范致虚不听，最後二十万兵马被金兵击溃于千秋镇。不久唐重接替范致虚为京兆府知府，永兴军路经略制置使。绍兴七年（1137年）高宗在建康登基，召為资政殿学士、知邓州。建炎三年（1129年）卒。

## 延伸阅读
[在维基数据编辑]
 《宋史·卷362》，出自脱脱《宋史》